# Habitat mésique
Un habitat mésique est un habitat à l’humidité moyenne, c'est-à-dire intermédiaire entre le niveau xérique et hydrique, comme le sont les forêts tempérées mixtes et à feuilles caduques, par exemple.

## Description
En écologie, un habitat mésique est un type d'habitat présentant un apport modéré ou équilibré en humidité, par exemple une forêt mésique[Quoi ?], une forêt de feuillus tempérée ou une prairie mésique sèche[tautologie]. Les habitats mésiques se transforment en arbustes xériques de manière non linéaire[pas clair]. Le terme mésique fait partie d'une triade de termes utilisés pour décrire la quantité d'eau dans un habitat. Les autres sont xérique et hydrique.
D'autres exemples d'habitats mésiques comprennent les bords de cours d'eau, les prairies humides, les sources, les suintements, les champs irrigués et les habitats de haute altitude. Ces habitats fournissent effectivement une assurance contre la sécheresse lorsque les terres situées à des altitudes plus élevées se réchauffent en raison de changements saisonniers.
Les habitats mésiques sains agissent comme des éponges en ce sens qu'ils stockent l'eau de manière qu'elle puisse être déposée dans les habitats voisins selon les besoinsF. Ils sont courants dans les régions plus sèches de l'ouest des États-Unis et peuvent constituer une bonne source d'eau pour les habitats désertiques voisins. Les habitats mésiques sains fournissent également de l'herbe et des insectes pour les organismes appartenant à des niveaux trophiques supérieurs, comme les tétras.
Les habitats mésiques subissent le stress de diverses activités humaines telles que l'élevage, malgré des efforts de conservation. En 2010, plus de 1 474 éleveurs étasuniens ont accepté de s'associer à la Sage Grouse Initiative du ministère de l'agriculture des États-Unis d'Amérique afin de protéger plus de 5,6 millions d'hectares d'habitats mésiques .